# Big Miller
Clarence Horatio "Big" Miller (Sioux City, 18 december 1922 - Edmonton, Alberta (9 juni 1992) was een Amerikaanse jazz- en blues-zanger, trombonist en acteur. Ook kon hij drums, harmonica en bas spelen.
Miller stond bekend als een blues shouter: hij kon verstaanbaar zingen tegen de achtergrond van een bigband zonder de hulp van een microfoon. In het begin van zijn carrière zong hij in Kansas City en nam hij op voor Savoy Records (onder meer met de latere The Five Pennies). Hij werkte bij Count Basie en Duke Ellington en trad op in de revue "The Evolution of the Blues" van John Hendricks. Dankzij deze revue kon hij in de periode 1960-1962 enkele albums voor Columbia Records opnemen. Bovendien heeft hij enkele rollen gespeeld in speelfilms: "It's a Mad, Mad, Mad World" (1963), "A Name For Evil" (1973) en 'Big Meat Eater" (1982). In 1987 kwam er een documentaire over Miller uit.

## Discografie
- Last of the Blues Shouters, Southland
- Revelations and the Blues/Big Miller Sings, Twists, Shouts and Preaches (albums voor Columbia), Collectables Records, 2002